# Уваров, Александр Георгиевич
Александр Георгиевич Уваров (1913—1993 или 1994) — советский и украинский поэт. Член Союза писателей СССР (1948).

## Биография
Александр Уваров родился 22 декабря 1913 года в Зайцево, Мещовский уезд, Калужская губерния. Окончил никольскую начальную школу, затем — барятинскую школу сельской молодежи. Работал на местных каменоломнях. После окончания школы получил образование в Мещовском педагогическом училище.
В 1934 году переехал в УССР и работал пионервожатым в школе в Одессе.
С 1936 по 1940 год учился в Николаевском педагогическом институте. Затем поступил сразу на второй курс Литературного института имени Горького.
Участник Великой Отечественной войны, был контужен, награждён медалями.
Как директор вечерней школы рабочей молодёжи плавал на китобойной флотилии «Слава» к берегам Южной Африки, Антарктиды и Южной Америки.
Первая книга стихов «Шумят платаны» вышла в 1945 году и была позитивно встречена критиками. Ряд стихотворений посвящены Одессе, Николаеву, Ольвии, Пятигорску и другим городам. Переводил на русский произведения Т. Шевченко, И. Франко, Леси Украинки, М. Рыльского, В. Сосюры, Е. Бандуренко. Произведения Уварова переводились на украинский (Б. Степанюк), болгарской (Т. Йорданов), венгерский языки.
В 1983 году награждён Грамотой Президиума Верховного Совета УССР.

## Работы
- «Шумят платаны» (1945),
- «Огни на Буге» (1949),
- «Весенний смотр» (1954),
- «Реют буревестники» (1957),
- «На океанской волне» (1960),
- «Откровение» (1963),
- «Жажда океана» (1967),
- «Серебряная память» (1970),
- «Широты» (1973),
- «Крылья» (1982),
- «Стихи» (1984),
- «Остров тревог» (1989).